# Avignonpåvedömet

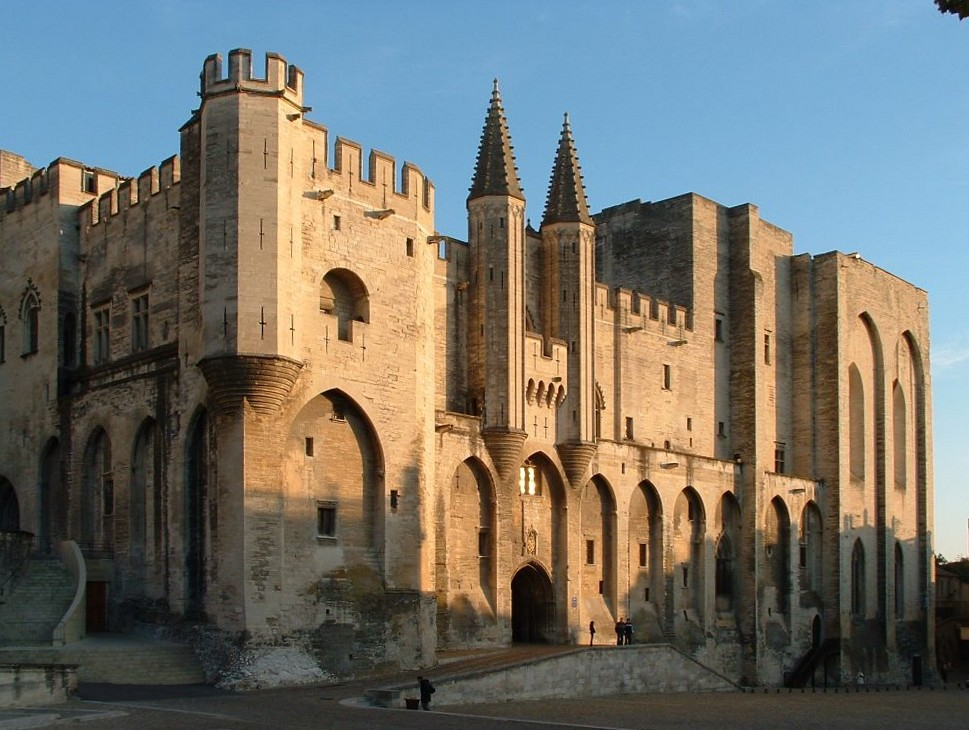
Påvepalatset i Avignon.

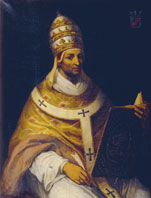
Påve Johannes XXII.

Avignonpåvedömet hade sitt säte i Avignon i Provence i södra Frankrike från 1309 till 1377. Påvedömet i Avignon skedde efter att den franske kungen Filip IV tagit kontroll över Romersk-katolska kyrkan, troligen provocerad av en konflikt om kyrkoskatten. Han flyttade påvedömet från Rom till Avignon och utsåg själv franska kardinaler till påvar. Påvedömet var svagt under denna tid och beroende av olika världsliga makthavare. Genom skickliga förhandlingar och realpolitik hade den franske kungen lyckats övertala påven att flytta till Avignon.
Den 13 september 1376 lämnade påve Gregorius XI Avignon och anlände den 17 januari 1377 till Rom och gjorde Rom till sitt residens. Även om Avignonpåvedömet anses ha nått sitt slut med detta, fanns det fortfarande kvar personer i Avignon som gjorde anspråk på att vara den rätte påven. Detta gjorde att det mellan 1378 och 1417 fanns två (under några år även tre) påvar som båda bannlyste den andre, även kallat den stora schismen. År 1417 avvecklades de sista resterna av påvedömet i Avignon.
Perioden har liknats vid den judiska elitens långvariga fångenskap i Babylon efter att Jerusalem intagits, den babyloniska fångenskapen. Avignonpåvedömet och den stora schismen existerade samtidigt som hundraårskriget pågick, med den franske kungen tidvis kraftigt utmanad som ledare över Frankrike.

## Påvar i Avignon
- Clemens V (1305–1314)
- Johannes XXII (1316–1334)
- Benedictus XII (1334–1342)
- Clemens VI (1342–1352)
- Innocentius VI (1352–1362)
- Urban V (1362–1370)
- Gregorius XI (1370–1376) (samt 1377–1378 med säte i Rom)

Under den stora schismen residerade även ett antal motpåvar i Avignon.
- Clemens VII (1378–1394)
- Benedictus XIII (1394–1423)